# Моисеев, Владимир Борисович
Влади́мир Бори́сович Моисеев (род. 13 апреля 1963, Москва) — российский артист балета, балетмейстер. Заслуженный артист Российской Федерации (1996), народный артист республики Северной Осетии — Алании, заслуженный артист республики Кабардино-Балкария.

## Биография
Владимир Моисеев родился 13 апреля 1963 года в Москве, в артистической семье. Его дед — Игорь Александрович Моисеев, народный артист СССР (1953), хореограф, создатель жанра народно-сценического танца, создатель легендарного ансамбля. Бабушка — Тамара Алексеевна Зейферт, народная артистка РСФСР (1958) — также создатель ансамбля, солистка ансамбля, хореограф, педагог-репетитор. Его мама (дочь Игоря Александровича) — Ольга Игоревна Моисеева — заслуженная артистка РСФСР (1973), кавалер ордена Дружбы народов, солистка ансамбля и педагог-репетитор. Отец — Борис Владимирович Петров — заслуженный артист РСФСР, солист ансамбля, создатель и художественный руководитель ансамбля «Спутник».
В 1981 году окончил Московское академическое хореографическое училище (класс Л. Жданова) и был принят в кордебалет Большого театра.

## Творчество

### Репертуар
Прекрасный характерный танцовщик, в его репертуаре следующие партии:
- Тибальд — «Ромео и Джульетта»
- Ганс — «Жизель»
- Дроссельмейстер — «Щелкунчик»
- Мышиный король — «Щелкунчик»
- Индийская кукла — «Щелкунчик»
- Царь — «Конёк-Горбунок»
- Отец Анюты — «Анюта»
- Фокусник — «Петрушка»
- Конрад — «Любовь за любовь»
- Принц Лимон — «Чиполлино»
- Бирбанто — «Корсар»
- Егерь — «Белоснежка»
- Гремио — «Укрощение строптивой»
- Незнакомец, Визирь — «Легенда о любви»
- Бог Нила — «Дочь фараона»
- Сендер — «Леа»
- Коррехидор — «Треуголка»

## Художественный руководитель
- В 2001 году основал вместе с Е. Амосовым Русский Национальный балетный театр[1].
- С 2010 по июль 2017[2] — художественный руководитель Красноярского государственного академического ансамбля танца Сибири имени Михаила Годенко.

## Награды и звания
- Медаль ордена «За заслуги перед Отечеством» II степени (2001)[3].
- Заслуженный артист Российской Федерации (1996)[4].
- Народный артист республики Северной Осетии — Алании.
- Заслуженный артист республики Кабардино-Балкария.